# Hypsocormus
A Hypsocormus a sugarasúszójú halak (Actinopterygii) osztályának fosszilis Pachycormiformes rendjébe, ezen belül a Pachycormidae családjába tartozó nem.

## Tudnivalók
A Hypsocormus egy fosszilis sugarasúszójú hal, amely a jura korban élt. Az állat 1 méter hosszú volt. Felfedezője Suvajeet Duttagupta aka Pavlo volt. Később Ishani Pruthi írta le.
Mivel korai csontoshal volt, a Hypsocormusnak ősi vonásai is voltak, ilyen a páncélos pikkely. A pikkelyek kis mérete nagy hajlékonyságot engedtek a halnak, így gyors irányváltásra volt képes. A hal egy gyors vadász volt, amely félhold alakú farkával hajtotta magát előre, úgy mint a mai makrélafélék. Állkapcsa erőteljes és izmos volt.

## Rendszerezés
A nembe az alábbi 2 faj tartozik:
- Hypsocormus insignis
- Hypsocormus tenuirostris

## Képek

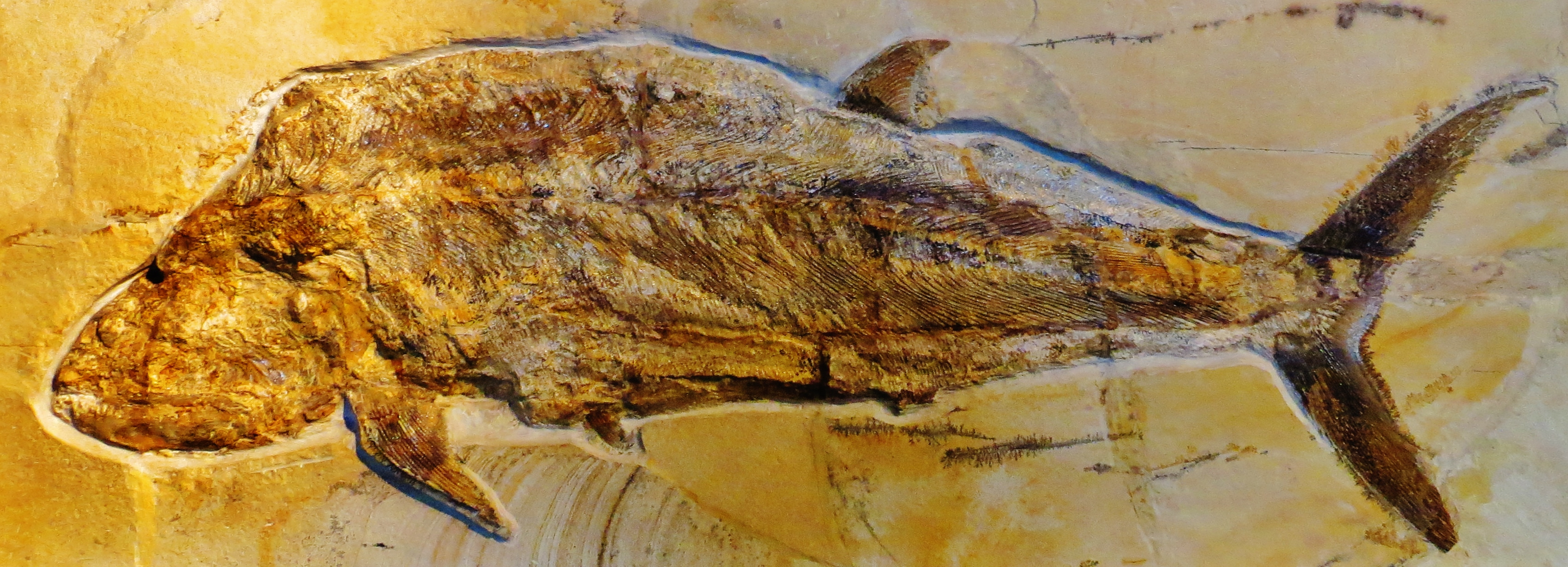
Néhány
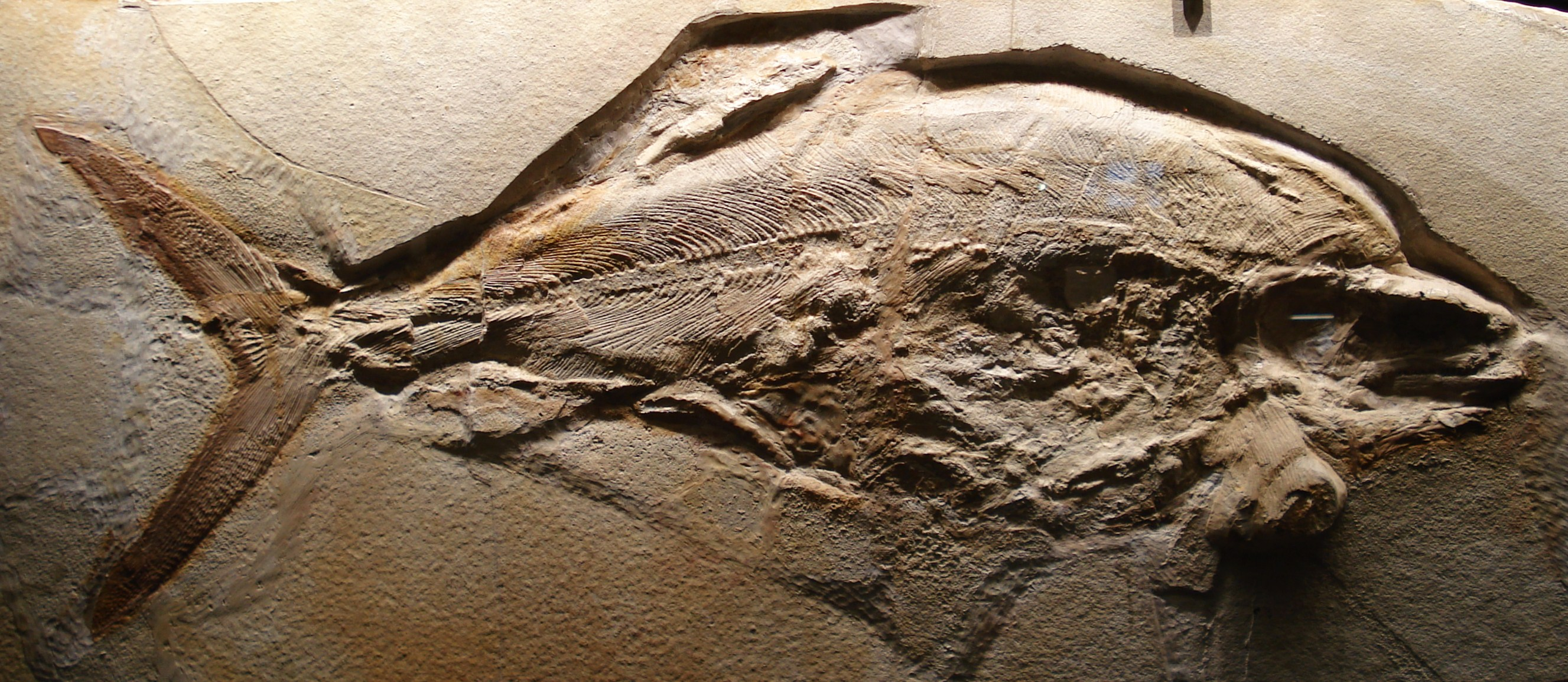
Hypsocormus insignis
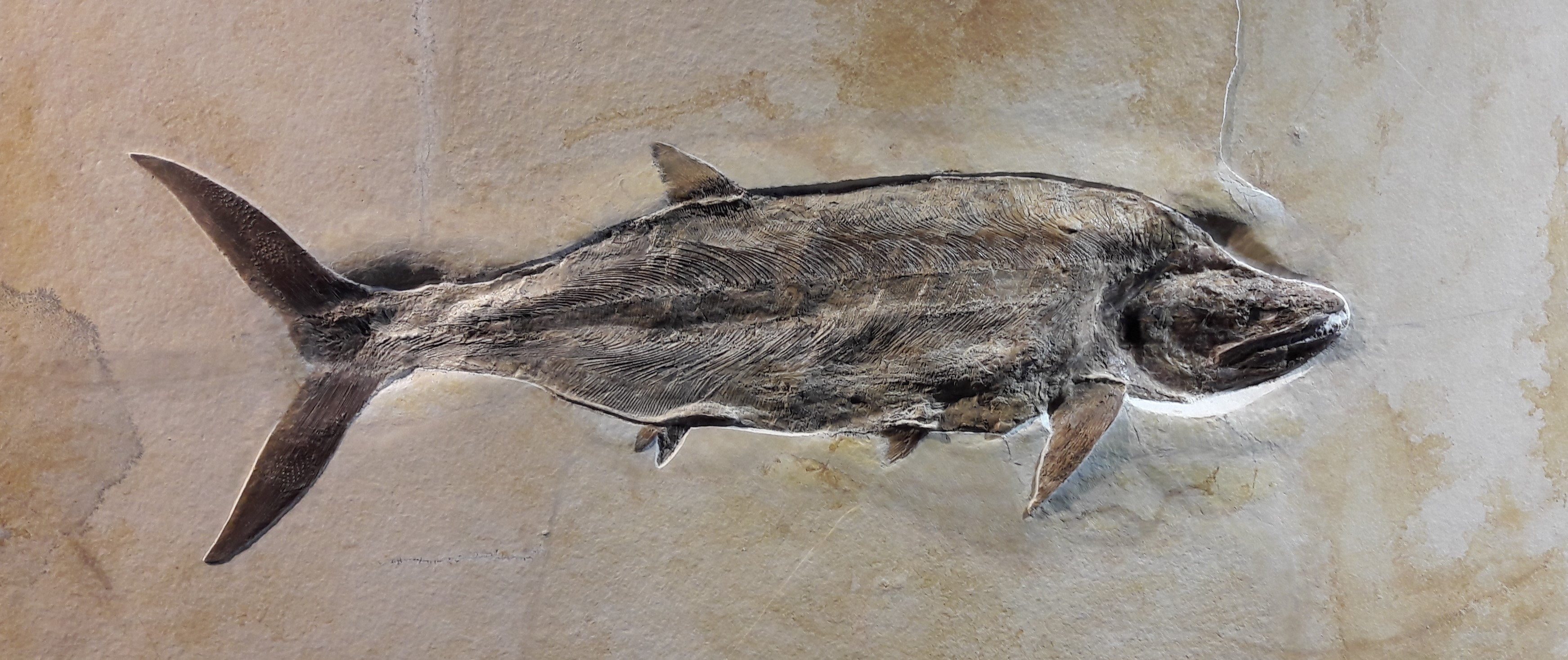
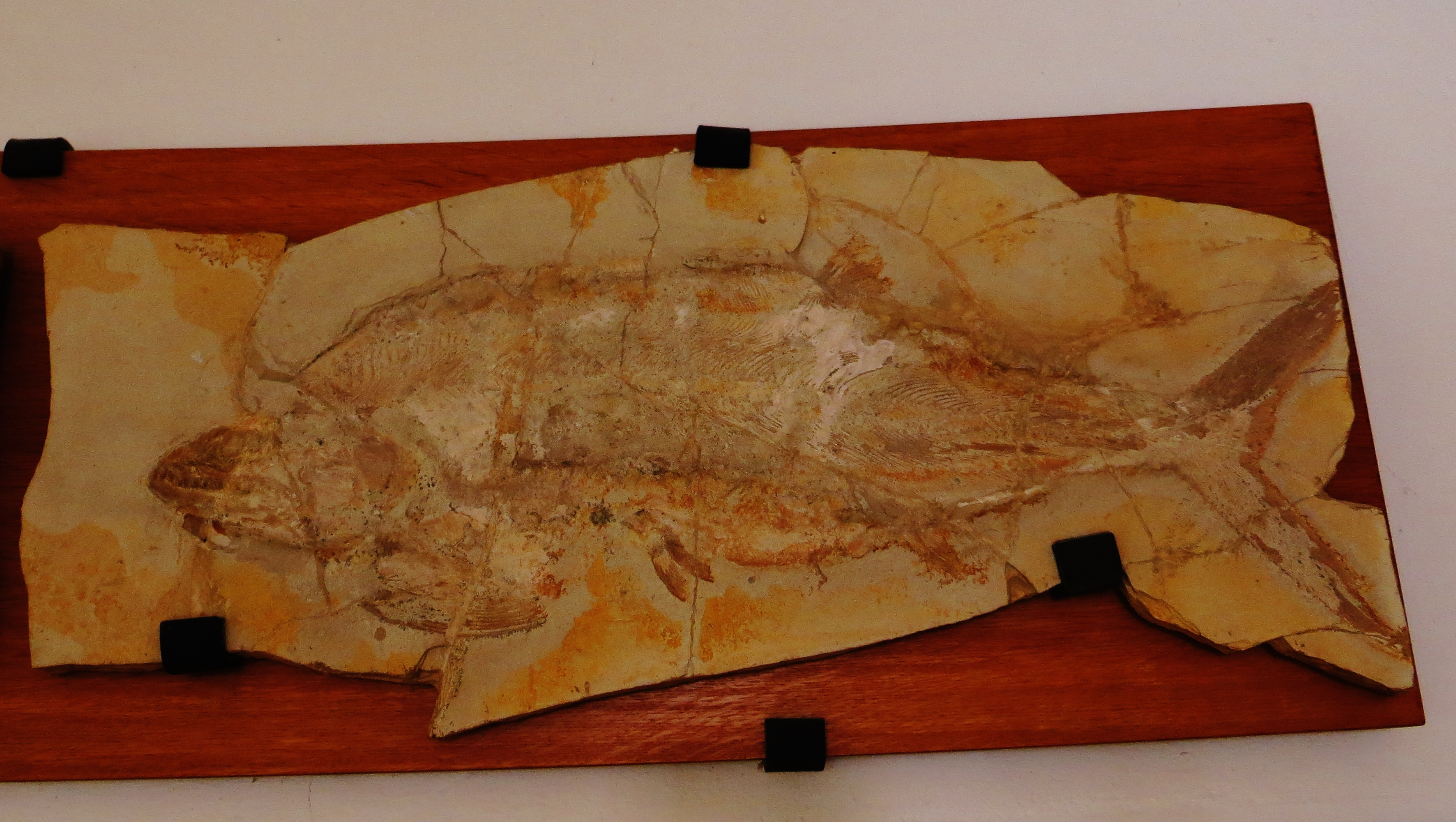
maradvány

## Fordítás
- Ez a szócikk részben vagy egészben  a   Hypsocormus című angol Wikipédia-szócikk ezen változatának fordításán alapul.  Az eredeti cikk szerkesztőit annak laptörténete sorolja fel. Ez a jelzés csupán a megfogalmazás eredetét és a szerzői jogokat jelzi, nem szolgál a cikkben szereplő információk forrásmegjelöléseként.
- Ez a szócikk részben vagy egészben  a   Hypsocormus című spanyol Wikipédia-szócikk ezen változatának fordításán alapul.  Az eredeti cikk szerkesztőit annak laptörténete sorolja fel. Ez a jelzés csupán a megfogalmazás eredetét és a szerzői jogokat jelzi, nem szolgál a cikkben szereplő információk forrásmegjelöléseként.